# Pitkäluoto (ö i Egentliga Finland, lat 60,33, long 21,93)
Pitkäluoto är en ö i Finland. Den ligger i Skärgårdshavet och i kommunen Nådendal i landskapet Egentliga Finland, i den sydvästra delen av landet. Ön ligger sydost om ön Lapila, omkring 23 kilometer sydväst om Åbo och söder om Nådendals centrum. 
Öns area är 79,9 hektar och dess största längd är 2 kilometer i öst-västlig riktning.
Öns tomter är privatägda.